# تربية مدنية

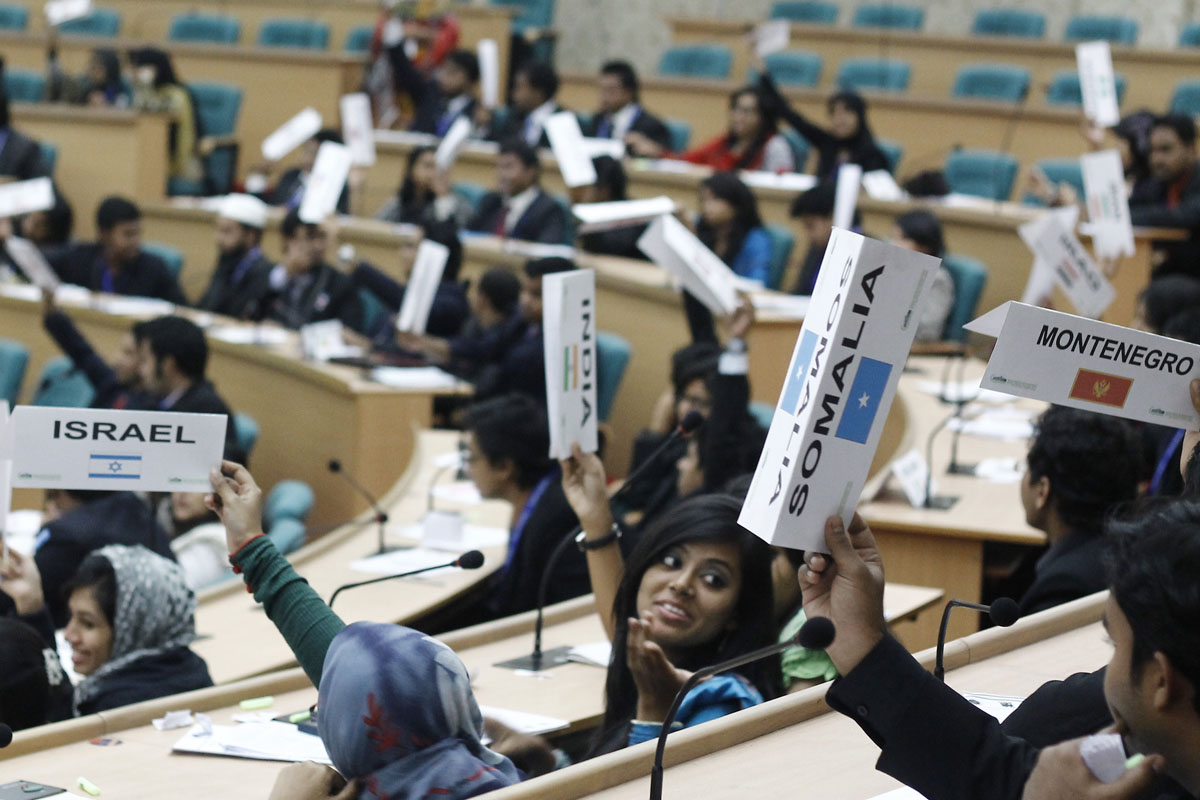

التربية المدنية هي مجموع البرامج التي تعرّف بالقواعد الأساسية ومقومات المؤسسات في النظام السياسي الديمقراطي، والتي تشيع المعرفة بالحقوق والممارسات الديمقراطية كفهم الحقوق الدستورية والمساواة بين الجنسين، والعمل الجماعي. وفي المقابل، يتمكن المواطنون، بفضل توسيع معرفتهم بحقوقهم الدستورية والتقنيات المعتمدة في تنظيم المجتمع المدني، من المشاركة مشاركة فعلية في عمل المجتمع المحلي ومؤسسات الحكم وفي رسم السياسات.
التربية المدنية مادة تعليمية إستراتيجية من بين المواد المدرجة في المناهج التعليمية.
وتهدف أساسا إلى تنمية الإحساس بالمصلحة العامة واحترام القانون وحقوق الإنسان والهوية القومية الوطنية، تقوم على تكوين الفرد تكوينا اجتماعيا وحضاريا، يؤهله للعيش كمواطن صالح، يشعر بمسؤوليته، ويكون واعي بالتزاماته، كعضو كامل الحقوق في المجتمع الذي يساهم في بنائه، يدرك ما له من حقوق وما عليه من واجبات، متشبع بشخصيته الوطنية، متفتح على القيم العالمية، قادر على التكيف مع الوضعيات، ومجابهة المشاكل التي تواجهه في حياته اليومية.
وتهدف في هذا المستوى إلى تدعيم وتعميق المكتسبات القبلية المتعلقة بواجبات المواطنة والسلوك الديمقراطي، وحسن الاتصال والتواصل واكتشاف العلاقة ببعض المؤسسات الوطنية والعالمية.